# Consultation populaire équatorienne de 2011
La consultation populaire de 2011 en Équateur est un référendum tenu le 7 mai 2011 en Équateur. Le président de la République d'Équateur Rafael Correa a affirmé que les 10 questions avaient été approuvées sur la base d'un sondage à la sortie des urnes le samedi 7 mai. Les résultats définitifs sont connus le jeudi 19 mai 2011 : l'ensemble des questions sont approuvées.

## Propositions
Parmi les dix propositions soumises au vote du peuple équatorien, toutes ont été acceptées.
Ces propositions incluent :
- un durcissement des conditions de prison préventive ;
- une limitation des opérations bancaires par les entreprises de services financiers ;
- une interdiction pour les entreprises de médias d'être propriétaires d'entreprises non médiatiques ;
- une restructuration du système judiciaire sous la supervision de membres de l'exécutif et de la majorité parlementaire ;
- une interdiction des casinos et des jeux d'argent ;
- une interdiction de la tauromachie et des combats de coqs (décision canton par canton);
- la création d'une entité administrative destinée à réguler les publications dans les médias.

## Positions des partis
Les partis politiques pour approuver le référendum étaient :
- PAYS de l'alliance,
- Parti socialiste-Devant Général d'Équateur,
- UNO Nouvelle Option (UNO)
- le Parti communiste de l'Équateur[2].

Les partis pour qui étaient opposés au référendum étaient :
- le Parti communiste
- Gauche Marxiste-léniniste démocratique d'Équateur,
- le Mouvement des Démocrates,
- Éthique et Réseau de la Démocratie,
- Rupture des 25,
- Concentration des Forces de Gens,
- Coalition Démocratique Nationale,
- parti du janvier 21 de la Société Patriotique,
- parti du Renouvellement Institutionnel d'Action Nationale,
- parti chrétien Social et Union Démocratique chrétienne[2].

## Réactions

### Opposition
L'opposition dénonce les questions relatives à la presse comme des atteintes à la liberté de presse (Contrôle des contenus par l'administration) et à l'indépendance des médias (financement des médias). Elle dénonce méthode de réforme de la justice comme mise en dépendance du pouvoir judiciaire sous la coupe de l'exécutif. Dans l'ensemble, ce référendum est décrit comme une dérive autoritaire.

## Résultats

### Résultat globaux
En mai des 2011, le résultat final est de 53,1 % (approuvé) contre 46,9 % (rejeté).